# Samtgemeinde Horneburg
La comunità amministrativa di Horneburg (Samtgemeinde Horneburg) si trova nel circondario di Stade nella Bassa Sassonia, in Germania.

## Suddivisione
Comprende 5 comuni:
1. Agathenburg
2. Bliedersdorf
3. Dollern
4. Horneburg (comune mercato)
5. Nottensdorf

Il capoluogo è Horneburg.